# Африн (кантон автономии)
Кантон Африн (курд. Kantona Efrînê, араб. مقاطعة عفرين‎, сир. ܦܠܩܐ ܕܥܦܪܝܢ) — самопровозглашённый автономный район на севере Сирии. Существовал в годы гражданской войны в Сирии, в период с 2014 до 2017. Был реорганизован в регион Африн после провозглашения Демократической Федерации северной Сирии.

## История
Курды — ираноязычный народ проживающий в нескольких странах на Ближнем Востоке. Основная их часть проживает в Турции, Ираке, Сирии и Иране. Во время гражданской войны в Сирии курды активно воевали против террористической организвции ИГ, а также иногда против сирийской оппозиции и сирийского правительства.
Практически с самого начала гражданской войны были попытки создать автономию. В ноябре 2013 года PYD создала переходное автономное правительство. В конце января 2014 года, было объявлено о создании автономного кантона Африн, части курдской автономии в Сирии. Эта автономия планировалась на севере Сирии, в регионе именуемом «Сирийский Курдистан» или «Рожава» («Роджава»).
В последующие годы курды при поддержке западных стран, во главе с США, продвигали идеи создания федерации в Сирии. В результате в марте 2016 года автономия Рожавы была реорганизована в Демократическую Федерацию Рожавы и северной Сирии (позже было принято название без слова Рожава), а затем кантон Африн был заменён одноимённым регионом федерации.